# Keiko Takemiya
Keiko Takemiya (japonès: 竹宮惠子)  (Tokushima, 13 de febrer de 1950) és una dibuixant de còmics japonesa. Forma part del Grup del 24, un grup de dones dibuixants dels anys 70 pioneres en un camp prèviament masculí. Takemiya és també com una pionera del gènere yaoi que explora històries d'amor entre homes homosexuals. El 1970 va publicar una història a la revista Betsucomi on es mostra per primer cop un petó entre dos homes. Els seus referents son els còmics shonen, particularment del dibuixant Shotaro Ishinomori.
Les seves obres més importants son Toward the Terra i Kaze to Ki no Uta. Ha guanyat el Premi de manga Shōgakukan, el Premi Seiun i la Medalles d'Honor del Japó en reconeixement de la seva feina. Des dels anys 2000 imparteix classes a la Universitat de Kyoto Seika on ha arribat a ser degana i presidenta.